# Ильинка (городской округ город Тула)
Ильинка — посёлок в Тульской области России. 
В рамках организации местного самоуправления входит в городской округ город Тула, в рамках административно-территориального устройства является центром Ильинского сельского округа Ленинского района Тульской области.

## География
Расположен у юго-восточных окраин областного центра, города Тула, на автомобильной трассе Тула — Новомосковск, к западу от посёлка Петелино.

## История
До 1990-х гг. посёлок входил в Ильинский сельский Совет как административный центр. В 1997 году стал центром Ильинского сельского округа Ленинского района Тульской области. 
В рамках организации местного самоуправления с 2006 до 2014 гг. был центром Ильинского сельского поселения Ленинского района, с 2015 года входит в Центральный территориальный округ в рамках городского округа город Тула.

## Население
| 2002 | 2010  |
| ---- | ----- |
| 1638 | ↘1449 |